# Volta à Bulgária
A Volta a Bulgária (em búlgaro:  Обиколка на България) é uma competição de ciclismo profissional por etapas que se disputa na Bulgária, no mês de setembro.
Começou-se a disputar como corrida amador em 1924 até 1999. Posteriormente esteve catalogada de categoria 2.5 até à criação dos Circuitos Continentais UCI que se enquadrou no UCI Europe Tour, dentro a categoria 2.2 (última categoria do profissionalismo).

## Palmarés
| Ano                              | Vencedor                             | Segundo               | Terceiro                         |
| -------------------------------- | ------------------------------------ | --------------------- | -------------------------------- |
| 1924                             | Georgi Abadzhiev Kostadin Dyrilgerov |                       | Nikola Vetov                     |
| 1925-1934 edições não realizadas |                                      |                       |                                  |
| 1935                             | Marin Nikolov                        | Nikola Nenov          | Gentcho Grozev                   |
| 1936-1948 edições não realizadas |                                      |                       |                                  |
| 1949                             | Milko Dimov                          | Ilia Krastev          | Rangel Mitov                     |
| 1950                             | Milko Dimov                          | Ilia Krastev          | Ivan Dinev                       |
| 1951-1954 edições não realizadas |                                      |                       |                                  |
| 1955                             | Stoyan Georgiev Demirev              | Nentcho Christov      | Milko Dimov                      |
| 1956                             | Dimitar Kolev                        | Nentcho Christov      | Ilia Krastev                     |
| 1957                             | Nentcho Christov                     | Milko Dimov           | Ivan Todorov                     |
| 1958                             | Boyan Kotsev                         | Joseph Wasko          | Kamiel Buysse                    |
| 1959                             | Boyan Kotsev                         | Lex van Kreuningen    | Bogusław Fornalczyk              |
| 1960                             | Boyan Kotsev                         | André Durnez          | Marcel Leboutte                  |
| 1961                             | Dimitar Kolev                        | Joze Sebenik          | Eugeniusz Pokorny                |
| 1962                             | Ivan Bobekov                         | Johannes Schober      | Nentcho Christov                 |
| 1963                             | Laylo Tzotzev                        | Nentcho Christov      | Ivan Bobekov                     |
| 1964                             | Boris Botchev                        | Stefan Neytchev       | Ivan Bobekov                     |
| 1965                             | Jiří Háva                            | Angel Kirilov         | Roberto Bonetto                  |
| 1966                             | Ivan Bobekov                         | Klaus Ampler          | Angel Kirilov                    |
| 1967                             | Jan Wenczel                          | Dimitar Kotev         | Slavcho Nikolov                  |
| 1968                             | Vesko Kutujev                        | Bernd Knispel         | Slavcho Nikolov                  |
| 1969                             | Selvino Poloni                       | Bernd Knispel         | Stanisław Labocha                |
| 1970                             | Fedor den Hertog                     | Dieter Gonschorek     | Dieter Mickein                   |
| 1971                             | Ryszard Szurkowski                   | Zygmunt Hanusik       | Otto Timm                        |
| 1972                             | Ivan Popov                           | Lucjan Lis            | Henke Svatopluk                  |
| 1973                             | Ivan Skosirev                        | Detlef Kletzin        | Yani Tchakarov                   |
| 1974                             | Rinat Sharafullin                    | Aleksandr Gusyatnikov | Jørgen Marcussen                 |
| 1975                             | Janusz Kowalski                      | Aleksandr Gusyatnikov | Edward Barcik                    |
| 1976                             | Aleksandr Gusyatnikov                | Tadeusz Mytnik        | Hans-Joachim Hartnick            |
| 1977                             | Siegbert Schmeisser                  | Tadeusz Mytnik        | Zdenek Bartonicek                |
| 1978                             | Nencho Staykov                       | Yuri Barinov          | Peter Koch                       |
| 1979                             | Yuri Barinov                         | Jiří Škoda            | Thomas Barth                     |
| 1980                             | Nencho Staykov                       | Jörg Kölher           | Hans-Joachim Meisch              |
| 1981                             | Boris Issaiev                        | Venelin Khubenov      | Leon Dejits                      |
| 1982                             | Leon Dejits                          | Martin Goetze         | Nikolai Naumov                   |
| 1983                             | Venelin Khubenov                     | Dan Radtke            | Alexandre Jevpak                 |
| 1984                             | Nencho Staykov                       | Viktor Klimov         | Jan Schur                        |
| 1985                             | Petar Petrow                         | Nasko Stoichev        | Uwe Raab                         |
| 1986                             | Bojko Angelov                        | Petar Petrow          | Eugeni Zagrabelny                |
| 1987                             | Petar Petrow                         | Oleksandr Zinovev     | Nencho Staykov                   |
| 1988                             | Valentin Jivkov                      | Mladen Ivanov         | Nencho Staykov                   |
| 1989                             | Didier Pasgrimaud                    | Vladimir Kirik        | Vladimir Igoshkin                |
| 1990                             | Pavel Chumanov                       | Jaroslav Bílek        | Ivan Ivanov                      |
| 1991                             | Aleksandar Milenković                | Igor Novikov          | Martin Slanik                    |
| 1992                             | Pavel Chumanov                       | Yury Surkov           | Bogdan Ravbar                    |
| 1993                             | Mano Lubbers                         | Paweł Czopek          | Ivan Stanchev                    |
| 1994                             | Hristo Zaykov                        | Viktor Klimov         | Jan Schur                        |
| 1995                             | Hristo Zaykov                        |                       |                                  |
| 1996                             | Hristo Zaykov                        | Ruslan Ivanov         | Petar Petrow                     |
| 1997                             | Pavel Chumanov                       |                       |                                  |
| 1998                             | Krassimir Vasiliev                   |                       |                                  |
| 1999                             | Maxim Gourov                         |                       |                                  |
| 2000                             | Seweryn Kohut                        | Faat Zakirov          | Sławomir Kohut                   |
| 2001                             | Dimitar Dimitrov Gospodinov          | Georgi Koev           | Denis Titschenko                 |
| 2002                             | Dimitar Dimitrov Gospodinov          | Igor Bonciucov        | Stefano Ciuffi                   |
| 2003                             | Ivailo Gabrovski                     | Balazs Rohtmer        | Krasimir Vasiliev                |
| 2004                             | Tomasz Kłoczko                       | Are Andresen          | Nélson Vitorino                  |
| 2005                             | Martin Prázdnovský                   | Oleksandr Klymenko    | Michael Muck                     |
| 2006                             | Ivailo Gabrovski                     | Serguei Firsanov      | Daniel Petrov                    |
| 2007                             | Evgeniy Gerganov                     | Pavel Chumanov        | Massimo Giunti                   |
| 2008                             | Ivailo Gabrovski                     | Danail Petrov         | Serhiy Grechyn                   |
| 2009                             | Ivailo Gabrovski                     | Vladimir Koev         | Walter Pedraza                   |
| 2010                             | Krasimir Vasiliev                    | Ricardo Mestre        | Francisco Mancebo                |
| 2011                             | Ivailo Gabrovski                     | Martin Grashev        | Svetoslav Tchanliev              |
| 2012                             | Maxat Ayazbayev                      | Marcin Sapa           | Georgi Georgiev Petrov           |
| 2013                             | Rémy Di Gregorio                     | Spas Gyurov           | Mykhaylo Kononenko               |
| 2014 edição não realizada        |                                      |                       |                                  |
| 2015                             | Stefan Hristov                       | Oleg Zemlyakov        | Patrik Tybor                     |
| 2016                             | Marco Tecchio                        | Simone Ravanelli      | Zhandos Bizhigitov               |
| Volta à Bulgária - Norte         |                                      |                       |                                  |
| 2017                             | Serhi Lahkuti                        | Aleksandar Aleksiev   | Nicolae Tanovitchii              |
| Volta à Bulgária - Sul           |                                      |                       |                                  |
| 2017 (2)                         | Vitaliy Buts                         | Stanislau Bazhkou     | Andriy Vasylyuk                  |
| 2020                             | Patryk Stosz                         | Alessandro Baroni     | Miguel Ángel Ballesteros Cánovas |
| 2021                             | Immanuel Stark                       | Georg Steinhauser     | Timo Kielich                     |
| 2022                             | Kyrylo Tsarenko                      | Alexis Guérin         | Francesco Di Felice              |
| 2023                             | Michal Schuran                       | Michele Gazzoli       | Félix Stehli                     |
| 2024                             | Matteo Malucelli                     | Giovanni Carboni      | Thomas Pesenti                   |

## Palmarés por países
| País              | Vitórias |
| ----------------- | -------- |
| Bulgária          | 40       |
| União Soviética   | 6        |
| Chéquia           | 2        |
| Países Baixos     | 2        |
| Cazaquistão       | 2        |
| França            | 2        |
| Itália            | 2        |
| Ucrânia           | 2        |
| Alemanha Oriental | 1        |
| Polónia           | 1        |
| Iugoslávia        | 1        |
| Eslováquia        | 1        |